# Dingyuan (socken i Kina)
Dingyuan (kinesiska: 定远, 定远乡) är en socken i Kina. Den ligger i provinsen Henan, i den centrala delen av landet, omkring 340 kilometer söder om provinshuvudstaden Zhengzhou. Antalet invånare är 20 432. Befolkningen består av 10 367 kvinnor och 10 065 män. Barn under 15 år utgör 29,0 %, vuxna 15-64 år 58 %, och äldre över 65 år 12,0 %.
Genomsnittlig årsnederbörd är 1 378 millimeter. Den regnigaste månaden är juli, med i genomsnitt 253 mm nederbörd, och den torraste är december, med 18 mm nederbörd.